# Franco Migliori
Franco Migliori (San Francisco, Córdoba, 4 de agosto de 1982) es un baloncestista argentino que se desempeña como alero en el Valentino Castellaneta de la Serie C de Italia.

## Trayectoria
Surgido de la cantera del club sanfrancisqueño San Isidro, actuó en la Liga Nacional de Básquet con las camisetas de Independiente de General Pico y Gimnasia y Esgrima de Comodoro Rivadavia, antes de migrar a Italia y jugar cinco temporadas y media en equipos de Serie A y Legadue.
Retornó a su país en enero de 2010 como sustituto de Pablo Moldú en Libertad de Sunchales, pero no tardó en regresar a Italia, contratado por el Aurora Jesi.
Boca lo repatrió para la temporada 2012-13. Sin embargo, por decisión del entrenador Néstor García, vio poca acción ese año, promediando sólo 7.9 minutos de juego por partido. En consecuencia en la siguiente temporada aceptó jugar en el Torneo Nacional de Ascenso con los colores de Sarmiento de Resistencia, como reemplazo temporario de Mariano Ceruti. En diciembre de 2013 se desvinculó del club chaqueño, y en enero de 2014 se reincorporó al Aurora Jesi, iniciando así un nuevo ciclo en las categorías menores del baloncesto profesional italiano.
En la temporada 2017-18, jugando para el Olimpia Basket Matera, terminó como el máximo anotador del año en la Serie B.

### Clubes
| Club                           | País      | Año             |
| ------------------------------ | --------- | --------------- |
| San Isidro                     | Argentina | 1997 - 2001     |
| Independiente de General Pico  | Argentina | 2001 - 2002     |
| Gimnasia de Comodoro Rivadavia | Argentina | 2002 - 2004     |
| Reggiana                       | Italia    | 2004 - 2005     |
| Juvecaserta                    | Italia    | 2005 - 2007     |
| Teramo Basket                  | Italia    | 2007 - 2008     |
| Veroli Basket                  | Italia    | 2007 - 2009     |
| Libertad de Sunchales          | Argentina | 2010            |
| Aurora Jesi                    | Italia    | 2010 - 2012     |
| Boca Juniors                   | Argentina | 2012 - 2013     |
| Sarmiento de Resistencia       | Argentina | 2013            |
| Aurora Jesi                    | Italia    | 2013 - 2015     |
| Olimpia Matera                 | Italia    | 2015            |
| Barcellona                     | Italia    | 2015 - 2016     |
| Dynamic Venafro                | Italia    | 2017            |
| Olimpia Matera                 | Italia    | 2017 - 2018     |
| Montecatini Terme              | Italia    | 2018 - 2019     |
| Teate Chieti                   | Italia    | 2019            |
| Aurora Jesi                    | Italia    | 2019 - 2020     |
| Teate Chieti                   | Italia    | 2021            |
| Magic Basket Chieti            | Italia    | 2022 - 2023     |
| Canusium Basket                | Italia    | 2023 - 2024     |
| Valentino Castellaneta         | Italia    | 2024 - Presente |